# Émile Mercier
Émile Mercier war ein französischer Bogenschütze.
Mercier trat bei den Olympischen Spielen in Paris bei einem Wettbewerb der Bogenschützen an; im 50 Meter Au Chapelet wurde er Dritter, was ihn aus heutiger Sicht zum Bronzemedaillengewinner macht.

## Anmerkung
1. ↑  Erst 1904 gab es offiziell Bronzemedaillen für den dritten Platz, bis dahin erhielten der Sieger eine Silber-, der Zweite eine Bronzemedaille

| Personendaten    | Personendaten              |
| ---------------- | -------------------------- |
| NAME             | Mercier, Émile             |
| KURZBESCHREIBUNG | französischer Bogenschütze |
| GEBURTSDATUM     | 19. Jahrhundert            |
| STERBEDATUM      | 20. Jahrhundert            |